# 火柴人
是一部由尼古拉斯·凯奇、山姆·洛克威尔和艾莉森·洛曼主演，雷利史考特导演的影片。该片于2003年上映，改编自埃里克·加西亚的小说《火柴人》。

## 剧情
罗伊（尼古拉斯·凯奇）是一个行骗专家。同时又因为他是一个強迫症患者，所以他在生活上遇到了一系列问题和不幸。他和他的朋友弗兰克（山姆·洛克威尔）一起设圈套对弱者行骗。他们通过种种手段将没有用的东西高价卖给受害者。
他们的行骗一直很顺利，直到罗伊从他新的心理医生那里得知了自己还有一个14岁的女儿——安洁拉（艾莉森·洛曼）。罗伊感到很震惊。当安洁拉走进了罗伊的生活，罗伊的生活变的有点陌生了，但罗伊还是感到很高兴。不久弗兰克怂恿罗伊进行一次大的诈骗，这个时候，事情变的有点复杂了……

## 演员
- 尼古拉斯·凯奇（Nicolas Cage） — 罗伊·华勒（Roy Waller）
- 山姆·洛克威尔（Sam Rockwell） — 弗兰克·摩斯尔（Frank Mercer）
- 艾莉森·洛曼（Alison Lohman） — 安洁拉（Angela）
- Bruce Altman — Harris Klein医生
- Bruce McGill — Chuck Frechette
- Sheila Kelley — Kathy
- Beth Grant — Laundry Lady
- Jenny O'Hara — Schaffer女士
- Steve Eastin — Schaffer先生
- Melora Walters — Heather

## 製作
主體拍攝於2002年7月15日開始，於洛杉矶進行製作。

## 所获荣誉
金卫星奖（Satellite_Awards）最佳喜剧/音乐片男配角提名（山姆·洛克威尔）

## 轶事
- 在电影中，安吉拉上的高中叫威尼斯高中，那是一所真实的高中，在加利福尼亚州的洛杉矶。
- 在电影中，罗伊患有强迫症。
- 2005年的宝莱坞电影虚张声势部分内容基于火柴人。
- 片中洛杉矶国际机场（LAX）的场景其实是取景于加利福尼亚州迪士尼乐园以南一英里处的阿纳海姆会议中心的主要入口处。由于美国境内所有机场的保安森严，在机场拍摄自由度受到了明显限制。
- 弗兰克·摩斯尔是两个歌手名字的合成（弗兰克·希纳特拉和佐尼·摩斯尔），山姆·洛克威尔在剧中播放了他们的唱片。
- 实际上罗伊的药丸名叫苯丙醇胺，是一种著名的非处方抗过敏药。
- 艾莉森·洛曼进行试演时穿著和演技像足了一个14岁的小女孩，导演瑞德雷·斯高特被艾莉森告知她的年龄是22岁时才意识到她的真正岁数。
- 虽然小说原著提到了片尾的幕后大骗子，但是唯恐观众发现他们的英雄变成身无分文后会有一种受骗的感觉，这段情节从第一版的剧本中被抽掉了。在导演瑞德雷·斯高特的建议下，这段故事后来被放回剧本，并且加入了“一年之后”的片段作为电影的结尾。

## 失误
- 连贯性：罗伊在超级市场购买了数包塔瑞顿牌(Tareyton)的香烟，但他在整部电影中抽的烟却是Kool牌的，这可从Kool香烟的金色条纹中看得出来。在一个快速镜头中罗伊车里的烟灰缸也是充满了Kool牌的香烟残渣。
- 连贯性：当罗伊走出车子与安洁拉初次会面时，车门还是打开的。数秒之后，车门却被关著了。
- 连贯性：当弗兰克来到罗伊的寓所找他时，他正马虎地吃著一块三文治。残留在弗兰克嘴角的美乃滋份额在镜头之间变换不一。
- 连贯性：当安洁拉在罗伊的屋子喝著啤酒时，酒瓶的泡沫在镜头之间份量不一。
- 连贯性：安洁拉脸上的美乃滋随着她吃汉堡包而忽隐忽现，且位置不一。
- 连贯性：当安洁拉和罗伊在街上吵架时，她正穿戴著一条镶了宝石和刻有微型“V”字的项链。他们一回去后，安洁拉的项链变成了一条简细的颈饰。
- 事实性：罗伊听著黑胶唱片机播放的Herb Alpert和the Tijuana Brass的歌曲“The Lonely Bull”。在影片中这首歌的轨选择是第二cut，实际上在这张唱盘中“The Lonely Bull”是第一轨。
- 连贯性：罗伊正坐在车里等著与安洁拉初次会面，当他准备放弃和离开时，从挡风镜可以看到他嘴里叼著一根香烟。但下一个镜头切换到罗伊即将扭动插入点火器的钥匙，那根香烟却握在他的手中。
- 连贯性：当罗伊告诉安洁拉不要再看到她时，她拆开了小狗天使型的烟灰缸的包装纸，然后放进车内。但是在仪表板上的烟灰缸还是包著的，罗伊随即把它拿起再次打开包装纸。
- 逻辑性：虽然患有强迫症的罗伊反琐自己在家数天把屋子打扫得一尘不染，但是当他应门时门上肮脏的手指纹还是显而易见。
- 传声器架的显露：进行第一个骗局之后，罗伊和弗兰克返回车子时，传声器从车窗反映出来。
- 影音不同步：当罗伊和弗兰克返回住家时发现安洁拉失踪了，弗兰克察觉罗伊穿著鞋子在自己的地毯上行走时赶忙阻止他。但罗伊在地毯上步行所发出的声音是木板地的声音，而不是地毯的声音。
- 连贯性：当罗伊和安洁拉乘坐汽车前往她的寓所时，从司机座侧镜可以看到周遭事物的运动，这说明了汽车正在行驶中，但乘客座侧镜反映的树木却是静止不动的。
- 连贯性：弗兰克将衣领扣好后打了一条夹式领带。下一个镜头却显示他的衣领敞开着，且钮扣并没扣好。
- 连贯性：罗伊从泳池打捞物件将它们丢弃后，他便把药丸放在柜台上，然后伸手去拿纸巾。当他拿到纸巾时，药丸并没有在柜台上，而是在下一个镜头出现。